# Gaudiosus de Afrikaan
Septimus Coelius Gaudiosus bijgenaamd de Afrikaan (eind 4e eeuw – circa 450), was bisschop van Abitinia in de Romeinse provincie Africa. De stad Abitinia of Abitina lag in Tunesië. Hij vluchtte naar Napels waar hij na zijn dood heilig verklaard werd.

## Synoniemen
- Gaudiosus van Abitina
- Gaudiosus van Napels

## Levensloop
Gaudiosus was een Berber in Noord-Afrika dat onder Romeins bestuur stond. Hij werd bisschop van Abitinia in de kerkprovincie van het aartsbisdom Carthago. Toen de Vandalen oprukten in Noord-Afrika, werd het onveilig voor bisschop Gaudiosus. Geiserik, koning der Vandalen, maakte jacht op de bisschoppen in de Romeinse steden. Volgens de traditie waagde Gaudiosus samen met Quodvultdeus, op een vlot, de oversteek in de Middellandse Zee naar Napels (circa 439). Gaudiosus vond goed aansluiting met de christelijke gemeenschap in Napels; zelf voerde hij een Afrikaans doopritueel in bij de Napolitanen.
Gaudiosus stichtte een klooster in Campanië. Het klooster legde zich toe op de studie van geschriften van Augustinus van Hippo, ook een Noord-Afrikaan. Gaudiosus stierf op de leeftijd van 70 jaar. 
Bisschop Nostrianus van Napels organiseerde een graflegging in de Catacomben van Napels. Het ondergronds graf trok pelgrims aan dankzij de heiligverklaring. Soms werd hij ook een martelaar genoemd, alhoewel zijn overlijden niet gewelddadig was. Een deel van de Catacomben San Gennaro draagt overigens de naam Catacomben van Gaudiosus de Afrikaan.
In de loop van de 8e eeuw zouden de stoffelijke resten naar kerken in Campanië overgebracht zijn. Dit was het werk van bisschop Stefanus II van Napels.